# 霍賴曾海崖
77°54′S 160°27′E / 77.900°S 160.450°E
霍賴曾海崖（英語：Horizon Bluff），是南極洲的海崖，位於維多利亞地的斯科特海岸，屬於夸特梅因山脈的一部分，海拔高度2,275米，在1993年由新西蘭地理委員會命名，現時由南極條約體系管理。